# الضرر في الفص الجبهي

الفص الجبهي للدماغ البشري كبير نسبيا في الكتلة وأقل تقييدًا في الحركة من الجزء الخلفي من الدماغ. إنه أحد مكونات النظام المخي، الذي يدعم السلوك الموجه. غالبًا ما يُعتبر هذا الفص الجزء الدماغي المسؤول عن القدرة على الاختيار بين الخيارات الجيدة والسيئة، وكذلك التعرف على عواقب الإجراءات المختلفة. بسبب موقعه في الجزء الأمامي من الرأس، يمكن القول إن الفص الجبهي أكثر عرضة للإصابات. بعد إصابة الفص الجبهي، غالباً ما تكون قدرات الفرد على اتخاذ خيارات جيدة والتعرف على العواقب ضعيفة. ضعف الذاكرة هو تأثير شائع آخر مرتبط بإصابات الفص الجبهي، ولكن هذا التأثير أقل توثيقًا وقد يكون أو لا يكون نتيجة لنتائج فحصٍ مُعاب. يمكن أن يُسبب الضرر في الفص الجبهي زيادةً في التهيج، والذي قد يشمل تغييرًا في المزاج وعدم القدرة على تنظيم السلوك. على وجه الخصوص، يمكن أن تؤدي إصابة الفص الجبهي إلى عجز في الوظيفة التنفيذية، مثل الترقب واختيار الأهداف والتخطيط والبدء والتسلسل والمراقبة (اكتشاف الأخطاء) والتصحيح الذاتي (بدء استجابات جديدة). كانت حالة فينيس غيج، التي أبلغ عنها على نطاق واسع، عن إصابة في الفص الجبهي، وهو أحد عمال السكك الحديدية، تضرر فصه الجبهي الأيسر بواسطة قضيب حديدي كبير في عام 1848 (على الرغم من أن التغيرات اللاحقة في شخصية غيج غالبًا ما يكون مبالغًا فيها دائمًا).

## الآثار النفسية العصبية

### الذاكرة والانتباه
المرضى الذين يعانون من ضرر في الفص الجبهي غالبا ما يشكون من فقدان الذاكرة إلى الحد الأدنى. ولهذا السبب، ارتبطت إصابات الفص الجبهي منذ فترة طويلة بمشاكل في الذاكرة، على الرغم من قلة الأدلة التي تبين أن هذه العلاقة حقيقية. في الواقع، عندما يُختبر المرضى الذين يعانون من مثل هذه الإصابات باستخدام اختبارات الذاكرة القياسية، فإنهم غالباً ما يسجلون نتائج طبيعية. ومع ذلك، قد يصف أقارب هؤلاء المرضى معاناتهم من مشكلات كبيرة في الذاكرة. يحدث هذا التباين لأنه لا يتأثر نظام الذاكرة نفسه، ولكن وظائف الفص الجبهي هي التي تسهل الذاكرة العاملة. تشارك الذاكرة العاملة بشكل وثيق مع القدرة على جذب الانتباه. الذاكرة العاملة ليست مجرد مقدار المعلومات التي يمكنك الاحتفاظ بها في فترة زمنية قصيرة؛ هذا يصف الذاكرة الأساسية، وجزء صغير من الذاكرة العاملة يتعلق بها. الجزء المهم من الذاكرة العاملة هو الذاكرة الثانوية، حيث يسترد الفرد المعلومات. أولئك الذين لديهم ذاكرة عمل عالية قادرون على إجراء هذا الاسترداد حتى عندما يلتهي بمهمة أخرى. يُظهر المرضى الذين يعانون من ضرر في الفص الجبهي ذاكرة عمل منخفضة، وبالتالي قدرة أقل على استرداد المعلومات من ذاكرتهم الثانوية.

### المخاطرة
غالبًا ما يظهر زيادة في الاندفاع أو المخاطرة أو كلاهما في الأفراد بعد الضرر في الفص الجبهي. يختلف المصطلحان المتعلقان، في أن الاندفاعية تمثل إزالة التثبيط في الاستجابة، في حين أن المخاطرة ترتبط بالجوانب القائمة على المكافأة في صنع القرار. وبعبارة أكثر بساطة، فإن الشخص المتهور سوف يتخذ قرارًا سريعًا، دون النظر إلى العواقب، ما يؤدي في النهاية إلى عدم ضبط النفس. على النقيض من ذلك، سينظر المخاطرون إلى العواقب ولكن لن يتدبروها؛ سوف ينتهزون فرصة الحصول على مكافأة حتى لو كان احتمال تلقي هذه المكافأة ضئيلاً. يمكن ملاحظة زيادة المخاطرة بين مرضى الفص الجبهي التالف مباشرة أثناء المقامرة، وتم تطوير مهام مقامرة لقياس مثل هذا السلوك.

## التشخيص

### أنواع الاختبارات
قبل ظهور تكنولوجيا أكثر تطوراً، اختبر العلماء السلوك الفردي باستخدام وسائل ذات تقنية منخفضة. كما تقدمت التكنولوجيا، تقدمت الاختبارات التي يديرها العلماء لتقييم الوظيفة المعرفية للشخص.
في اختبار الآثار السلوكية لإصابة الفص الجبهي، فإن العديد من الاختبارات لا تزال بسيطة للغاية ولا تنطوي على تقنية متقدمة للغاية.

#### مهمة القمار
هذا الاختبار له علاقة عكسية بين احتمال الحصول على مكافأة وقيمة المكافأة نفسها؛ وهذا يعني، احتمالها ضعيف لكن مردودها عال، أو العكس. وبالتالي، لا تُختبر مهارات المقامرة الفعلية، ولكن ببساطة تُفضل المكافأة العالية على الرغم من المخاطر.
إحدى الطرق لتنفيذ ذلك، تُقدم مجموعة من البطاقات وجهاً لوجه إلى الشخص الذي يجري اختباره؛ ستكون إحدى البطاقات هي البطاقة الفائزة، وباقي البطاقات خاسرة. سيتم بعد ذلك إزالة البطاقات من الكومة وإضافتها مرة أخرى بشكل عشوائي، وخلال هذه الفترة يمكن أن تكون البطاقة الفائزة في أي مكان. يتم إخبار الأشخاص الذين يجري اختبارهم أن بإمكانهم إيقاف العملية في أي وقت وقلب البطاقات؛ إذا كانت البطاقة الفائزة موجودة داخل الكومة فإنها تفوز بالنقاط. ومع ذلك، فإن الهدف هو منح المزيد من النقاط عند وجود عدد أقل من البطاقات في الكومة المختارة. ولكن عندما يكون عدد البطاقات أقل، يكون احتمال أن تكون البطاقة الفائزة ضمن الكومة أقل. المخاطرون هم أولئك الذين يختارون الحصول على المكافأة الأعلى (المزيد من النقاط)، على الرغم من أنهم أقل عرضة لتلقي هذه المكافأة بالفعل. اختاروا جائزة أعلى وأقل احتمالا، على مكافأة أقل وأكثر احتمالا. أظهر المرضى الذين عانوا من إصابة الفص الجبهي مثل هذا السلوك فقط عند اختبارهم.

#### اختبار فرز بطاقة ويسكونسن (WCST)
يمكن استخدام اختبار فرز البطاقات من ويسكونسن (WCST) جنبًا إلى جنب مع اختبارات أخرى للتكهن بحدوث اختلال وظيفي محتمل في قشرة الفص الجبهي، وهي المنطقة الأولى في الفص الجبهي، والتي تلعب دورًا مهمًا في الأداء التنفيذي. ومع ذلك، منذ عصر الطب الحديث وتصوير الدماغ، ثبت أن ويسكونسن WCST غير دقيقة وغير حاسمة في تشخيص تلف الفص الجبهي.
من المفترض أن يقيس اختبار ويسكونسن WCST على وجه التحديد كفاءة الفرد في التفكير المجرد، والقدرة على تغيير استراتيجيات حل المشكلات عند الحاجة.

#### الحركة الرمشية للعين
الحركة الرمشية هي حركة سريعة للعينين في اتجاه معين. في أبسط أشكاله، هناك نوعان من اختبارات (الرمش) التي تُجرى والتي يكون فيها الشرط الوحيد هو حركة العين: الحركة الرمشية باتجاه الحافز والحركة الرمشية بعكس اتجاه الحافز. في الحركة الرمشية باتجاه الحافز، يتعين على المشاركين أن ينظروا بسرعة نحو نقطة استجابة لبعض الإشارات الجذابة، مثل الضوء الوامض. نظرًا لوجود قوى تطورية قوية جدًا تعمل على تركيز الانتباه تلقائيًا على محفز (القوة الأعظم)، فإن هذا النوع من الاختبار لا يستدعي وجود سيطرة تنفيذية على الفرد؛ لذلك، فإن الحركة الرمشية باتجاه الحافز هو اختبار غير مناسب عند اختبار آثار الضرر في الفص الجبهي على التحكم المعرفي التنفيذي والذاكرة العاملة. على العكس من ذلك، لا يتطلب اختبار الحركة الرمشية بعكس اتجاه الحافز تجاهل الإشارات الوامضة فقط، بل حتى النظر في الاتجاه المعاكس. تستدعي هذه المهمة تثبيط الاستجابة المسبقة وكذلك تخطيط وتنفيذ حركة العين التي تتناقض مع الغريزة. في اختبار الحركة الرمشية بعكس اتجاه الحافز، يتعين على الفرد تحديد هدف تجاهل هذه الغرائز ومواصلة «الحفاظ» على هذا الهدف. أولئك الذين يعانون من إصابات الفص الجبهي يُظهرون ذاكرة عمل أقل، وبالتالي لا يُظهرون نتائج جيدة في اختبار الحركة الرمشية بعكس اتجاه الحافز.

### العيوب في الاختبار
في حين أن كلًا من السلوك المندفع والمجازفة يتم ملاحظتهما بشكل شائع بعد إصابة الفص الجبهي، يصعب تقييم هذه الصفات وتحديدها دون قدر من الذاتية. تعاريف هذه الصفات هي نفسها ليست واضحة تمامًا، ولا يُتفق عليها دائمًا. نتيجة لذلك، غالبًا ما تختلف طرق قياس مثل هذه السلوكيات، ويجب أخذ ذلك في الاعتبار عند مقارنة البيانات / النتائج من مصادر مختلفة. لهذا السبب، يجب توخي الحذر في كيفية تفسير النتائج المختلفة.